# Ricardo Gorday
Ricardo Antonio Gorday Sánchez (Ciudad de Panamá, Panamá, 26 de octubre de 2004) es un futbolista panameño que juega como delantero en el Tauro FC de la Primera División de Panamá.

## Trayectoria

### Tauro FC
Se formó en las categorías inferiores del Tauro FC y su debut profesional en la Primera División de Panamá fue el 20 de febrero de 2021 en la derrota 3 a 0 contra el CD Plaza Amador en el Estadio Maracaná siendo suplente entrando al minuto 46 por Omar Hinestroza. En el Torneo Apertura 2021 jugó 2 partidos, Fue el jugador revelación del Torneo Apertura 2022. Salió campeón con el club del Torneo Clausura 2021 en donde jugó 2 partidos. En el Torneo Apertura 2022 jugó 5 partidos y anotó 1 gol llegando hasta semifinales, en el Torneo Clausura 2022 jugó 3 partidos. Con el segundo equipo jugó el Torneo Apertura 2021 Liga Prom, el Torneo Clausura 2021 Liga Prom, el Torneo Apertura 2022 Liga Prom y el Torneo Clausura 2022 Liga Prom en donde llegaron hasta las semifinales de conferencias.

### New York Red Bulls II
El 13 de febrero de 2023 fue anunciado su cesión al New York Red Bulls II. Debutó con el club en el empate 1 a 1 contra el Columbus Crew 2 en el MSU Soccer Park at Pittser Field siendo suplente entrando al minuto 59 por Jayden Reid. En la MLS Next Pro jugó 14 partidos y anotó 4 goles.

### Tauro FC
A mitad del 2023 regresa al club después de su cesión del New York Red Bulls II, juega con el segundo equipo en la Liga Prom en donde jugó el Torneo Clausura 2023 Liga Prom en donde llegaron hasta semifinales de conferencia, jugó el Torneo Apertura 2024 Liga Prom en donde quedó en la cuarta posición de la zona sur de la conferencia este. Salió campeón del Torneo Apertura 2024 en donde derrota 2 a 0 al CD Plaza Amador en el Estadio Rommel Fernández en donde fue suplente, en donde jugó 7 partidos y anotó 2 goles.

## Selección nacional

### Categorías inferiores
Salió campeón del Dallas Cup. Fue llamado a la selección Sub-20 de Panamá para disputar el Campeonato Sub-20 de la Concacaf de 2022 celebrado en Honduras.

### Participaciones en selección nacional
| Copa                      | Categoría | Sede     | Resultado        | Partidos | Goles |
| ------------------------- | --------- | -------- | ---------------- | -------- | ----- |
| Campeonato Sub-20 de 2022 | Sub-20    | Honduras | Cuartos de final | 5        | 1     |

## Clubes
| Club                  | País           | Año           |
| --------------------- | -------------- | ------------- |
| Tauro FC              | Panamá         | 2021-2022     |
| New York Red Bulls II | Estados Unidos | 2023          |
| Tauro FC              | Panamá         | 2023-presente |

## Palmarés

### Títulos nacionales
| Título           | Club     | País   | Año    |
| ---------------- | -------- | ------ | ------ |
| Primera División | Tauro FC | Panamá | 2021-C |
| Primera División | Tauro FC | Panamá | 2024-A |